# Euproctis recraba
Euproctis recraba är en fjärilsart som beskrevs av Swinhoe 1903. Euproctis recraba ingår i släktet Euproctis och familjen tofsspinnare. Inga underarter finns listade i Catalogue of Life.